# Slovenska umetnost
Slovenska umetnost zajema vse oblike vizualne umetnosti v Sloveniji, tako pred kot po osamosvojitvi države od Jugoslavije leta 1991. Umetnost v Sloveniji so oblikovali številni slovenski slikarji, kiparji, arhitekti, fotografi, grafiki, stripi, ilustratorji in konceptualni umetniki. Najbolj prestižni ustanovi, ki razstavljata dela slovenskih likovnih umetnikov, sta Narodna galerija Slovenije in Moderna galerija. 

## Likovna umetnost
Zgodovinsko gledano sta bila slikarstvo in kiparstvo v Sloveniji konec 18. in 19. stoletja v znamenju neoklasicizma (Matevž Langus), bidermajerja (Jožef Tominc) in romantike (Mihael Stroj). Prvo umetniško razstavo v Sloveniji je konec 19. stoletja organizirala Ivana Kobilca, ki je delovala v realistični tradiciji. Med impresionističnimi umetniki so slikarji Matej Sternen, Matija Jama, Rihard Jakopič, Ivan Grohar, čigar Sejalec je upodobljen na slovenskih kovancih za 0,05 evra, in kipar Franc Berneker, ki je v Sloveniji predstavil impresionizem. Med ekspresionističnimi slikarji sta Veno Pilon in Tone Kralj, čigar slikanica, trinajstkrat ponatisnjena, je danes najbolj prepoznavna podoba ljudskega junaka Martina Krpana.

## Kiparstvo
Prenova slovenskega kiparstva se je začela z Alojzom Ganglom (1859–1935), ki je postavil prvi javni spomenik pomembnega razsvetljenca Valentina Vodnika in za stavbo Slovenskega narodnega gledališča Opera in balet izdelal kipec Genij gledališča ter druge kipe.

## Arhitektura
V Sloveniji je sodobno arhitekturo uvedel Maks Fabiani, sredi vojne pa Jože Plečnik in Ivan Vurnik. V drugi polovici 20. stoletja sta narodni in univerzalni slog združila arhitekta Edvard Ravnikar in Marko Mušič.

## Fotografstvo
Leta 1841 je Janez Puhar (1814–1864) izumil postopek fotografiranja na steklu, ki ga je 17. junija 1852 v Parizu priznala Académie Nationale Agricole, Manufacturière et Commerciale. Gojmir Anton Kos je bil med prvo in drugo svetovno vojno pomemben realistični slikar in fotograf. 
Prvi fotograf iz Slovenije, čigar delo je objavila revija National Geographic, je Arne Hodalič.

## Grafika
Med drugo svetovno vojno je številne grafike ustvaril Božidar Jakac, ki je pomagal ustanoviti povojno Akademijo za likovno umetnost in oblikovanje v Ljubljani.

## Stripi
Milko Bambič je znan po prvem slovenskem stripu Zamorček Bu-ci-bu, alegoriji Mussolinijeve kariere, in kot stvaritelj simbola blagovne znamke Tri srca, ki jo še danes uporablja Radenska. Po drugi svetovni vojni so bili zelo priljubljeni stripi Mikija Musterja.

## Ilustracija
Leta 1917 je Hinko Smrekar ilustriral znamenito knjigo Frana Levstika, Martin Krpan z Vrha, kjer je govora o slovenskem ljudskem junaku. Med slovenske ilustratorke otroških knjig sodijo Marlenka Stupica, Marija Lucija Stupica, Ančka Gošnik Godec, Marjanca Jemec Božič in Jelka Reichman. 
Tehnične in znanstvene ilustracije, ki jih je ustvaril Božo Kos, in so bile objavljene v slovenskih otroških revijah, kot je Ciciban, so vzgajale številne generacije otrok.
Nedavno so ilustracije Lile Prap postale priljubljene na Japonskem, kjer so po televiziji predvajali otroške risanke, nastale po njenih ilustracijah.

## Konceptualna umetnost
Nastale so številne konceptualne vizualne umetniške skupine, med njimi OHO, Group 69 in IRWIN. Dandanes je slovenska likovna umetnost raznolika, temelji na tradiciji, odraža vpliv sosednjih narodov in se prepleta s sodobnimi evropskimi gibanji.